# Tsunamia

## Genul Tsunamia Lehrer, 2005
La acest gen, sternitul VII este foarte deprimat antero-posterior, scurt și lat. Cercii sunt ușor ondulați, iar paralobii sunt relativ lați și prevăzuți cu prelungiri terminale anteroare și posterioare. Distifalusul este îngust, având apofizele parafalice bazale și ramurile parafalice bine dezvoltate. Lobii hipofalici proximali lipsesc ; lobii ventrali sunt dezvoltați și spinulați. Apofizele laterale sunt lungi, orintate în jos și au un aspect de baghete.
Pentru singura specie cunoscută până acum, Tsunamia yorubana Lehrer, 2005 se poate vedea genitalia masculă în figura de mai jos.

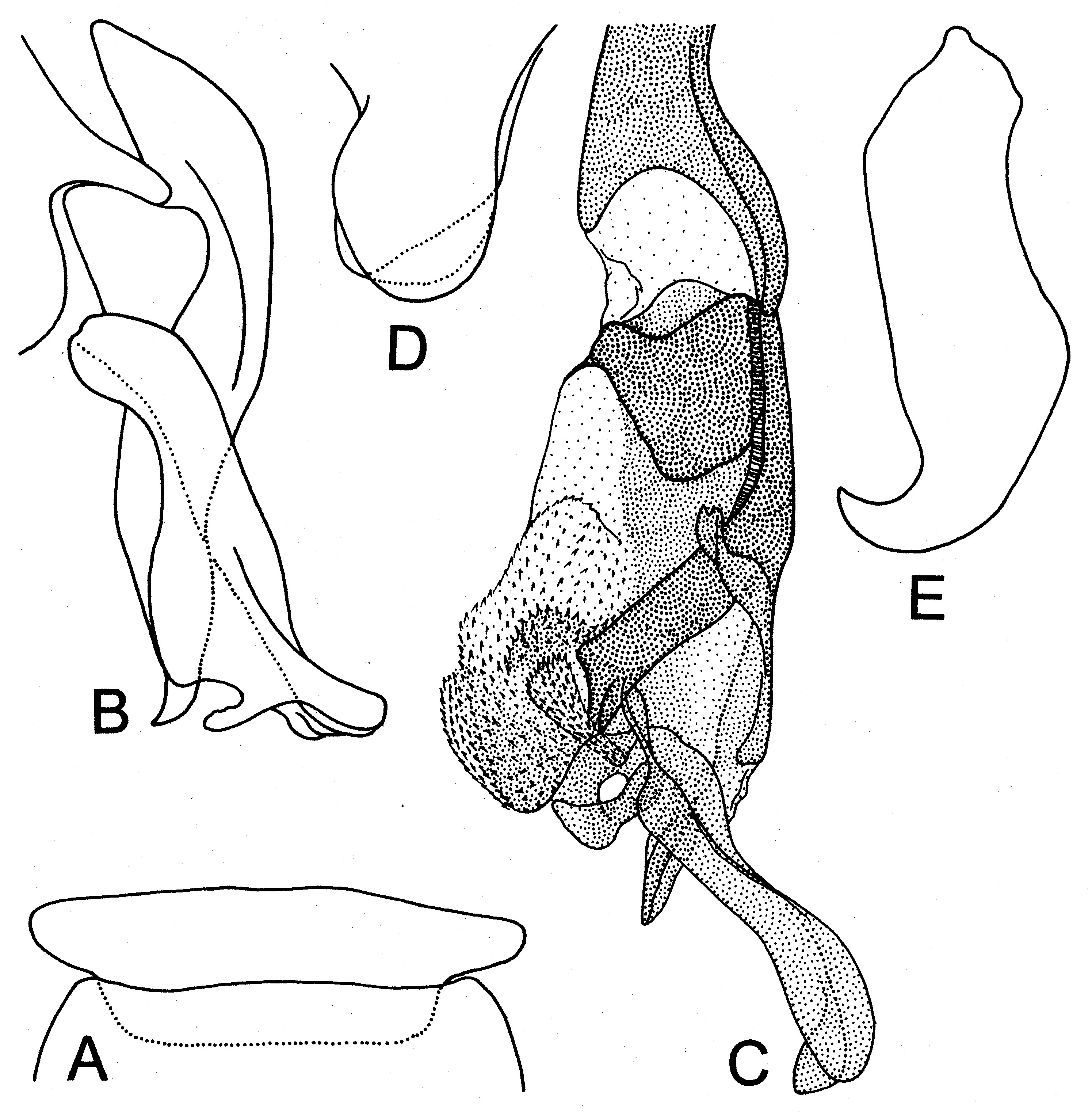
Genitalia speciei Tsunamia yorubana Lehrer, 2005